# Cuong Nhu
Cuong Nhu ist eine Kampfkunst aus Vietnam.
Cuong Nhu (Vietnamesisch: Cương nhu karaté – ausgesprochen wie Kü'ung Ny'u oder Kü-ung Nyoo) ist eine synthetische Kampfkunst. Sie wurde 1965 von Ngô Đồng aus Vietnam an der Universität von Huế entwickelt. Er kreierte ein System das Elemente des Shotokan Karate, des Wing Chun, des Judo, des Aikido, des Taijiquan, des Boxens, und des Vovinam verbindet. Mit der Zeit kamen auch Elemente des Neko-ryu und verschiedene Waffen hinzu.
Cuong Nhu heißt so viel wie Hart-Weich. Es verbindet harte und weiche Techniken. Schüler lernen zuerst harte Techniken, blocken, kicken etc., später dann weiche Techniken.
Cuong Nhu kam 1971 mit Ngo von Vietnam in die USA.
Der Hauptsitz wurde 1977 in die USA verlegt, ganz der Fluchtroute von Ngo und seiner Familie folgend.
Das erste US-Dōjō wurde an der University of Florida in Gainesville gegründet. Daraus wurden bald 67 Dojos, die größtenteils in den USA, aber auch in anderen Ländern der Welt zu finden sind.
Derzeit (Stand 2005) ist der leitende Großmeister Ngo Quynh.
Einfache Katas lehren den Schüler Stände, Blocks, Faustschläge, Fußtritte. Auch Selbstverteidigung gehört zum Unterrichtsprogramm.
Cuong Nhu lehrt erfahreneren Schülern die Anwendung von Waffen.
Sie umfassen den Langstock Bō, den Kurzstock Tambō, Tonfa, Sai, und Speer.